# Trophithauma rostratum
Trophithauma rostratum är en tvåvingeart som först beskrevs av Axel Leonard Melander och Charles Thomas Brues 1903.  Trophithauma rostratum ingår i släktet Trophithauma och familjen puckelflugor. Inga underarter finns listade i Catalogue of Life.